# Betty Hinton
Pour les articles homonymes, voir Hinton.
Betty Zane Hinton (née le 22 février 1950 à Trail, Colombie-Britannique) est une femme politique canadienne.

## Biographie
Elle est députée à la Chambre des communes du Canada, représentant la circonscription britanno-colombienne de Kamloops—Thompson—Cariboo, de 2000 à 2008.
D'abord élue sous la bannière de l'Alliance canadienne, elle est réélue dans l'élection de 2004 avec le Parti conservateur du Canada après la création de celui-ci par la fusion de l'Alliance avec le Parti progressiste-conservateur.
Réélue en 2006 et est nommée secrétaire parlementaire du ministre des Anciens combattants, Greg Thompson, qu'elle assiste dans l'introduction du Déclaration des droits des anciens combattants. Elle ne se représente pas en 2008 .